# テウデベルト1世
テウデベルト1世 (古フランク語: Theudebert I、フランス語: Thibert Ier/Théodebert Ier) はメロヴィング朝フランク王国におけるランス分王国の王。テウデリク1 世の息子であり、テオデバルドの父。

## 生涯
父・テウデリク1世の治世中、若きテウデベルトは有能な戦士として知られており、 516年にはガリア北部を襲撃したデンマーク軍を破ったとの記録がある。また彼の名声は、セプティマニアでの西ゴート族に対する一連の軍事作戦によってさらに高められた。
父の死後、テウデベルトはランスの王国を継承する際に叔父のパリ王キルデベルト1世とソワソン王クロタール1世の両方と対立することとなった。しかし彼はパリ王の軍を破り、キルデベルト1世は彼を後継者として養子にすることを決めた。その後二人はにクロタールに反旗を翻したが、軍隊が嵐に見舞われた後、和平交渉に入った。
フランク王国内の関係が落ち着いた後、テウデベルトは東ローマ皇帝ユスティニアヌス1世が行った東ゴート王国の征服に巻き込まれた。テウデベルトが治めていた領土はイタリア半島北部に隣接しており、東ローマ帝国は彼を理想的な同盟国と考えたのだ。そこでユスティニアヌスはテウデベルトに対し、援助の対価として多額の報酬を支払った。しかしフランク王国軍は、この戦争を略奪と北イタリアの領有権主張を行使する絶好の機会とみなした。これによって東ローマ帝国軍は東ゴート王国だけでなくフランク王国とも戦うことを余儀なくされた。
またテウデベルトは、常にヨーロッパにおける権力の強大化を試みていたとされている。彼の手紙には、東ローマ帝国領を含む広大な領土の所有権主張が記されていたのである。西ローマ帝国の崩壊以来、フランク王国の国王たちは常に東ローマ皇帝に対し一定の敬意を示してきたが、彼は一切下手に出ることはなかった。彼以前のフランク国王たちはローマ帝国時代からの慣習を尊重し、皇帝の肖像をあしらった金貨を流通させていたのだが、彼は自分の肖像を刻んだ金貨を鋳造するなど帝国の慣習をことごとく破っていた。これに対し、東ローマ帝国の年代記者 アガティアスは「帝国は、テウデベルトがトラキアへの侵攻を計画しているのではないかと疑っている」と記している。
当時の他のフランク王国の統治者と同様に、テウデベルトは複数の妻を娶っていた。父の王国の相続人として、彼はランゴバルド国王ワッコの娘ヴィシガルドと婚約。しかしテウデベルトは彼女を捨て、ガリア南部の遠征中に出会ったガロ・ローマ人 デウテリアと結婚した。テウデベルトの側近たちはヴィシガルドに対する扱いを批判し、彼女を連れ戻すよう説得。しかしヴィシガルドは早逝し、彼女との再婚は果たせなかった。
テウデベルトは軍事的才能で有名なだけなく、ガリアにおける教会の支援でも同時代の人々から賞賛されていた。トゥールのグレゴリウスやフォルトゥナトゥスもこの点について記している。
テウデベルトは治世 14 年目に崩御し、デウテリアとの息子であるテオデバルドが彼の跡を継いだ。狩猟中にバイソンに襲われて亡くなったという。メロヴィング朝の他の国王とは対照的に、平和的に継承された。